# بواندکووو
بواندکووو (به لهستانی:  Błądkowo) یک روستا در لهستان است که در گمینا دوبرا (شهرستان ووبز) واقع شده‌است.